# Università degli Studi di Padova
Universitetet i Padova (motto: Universa Universis Patavina Libertas: Hele friheden i Padua er for alle) er et universitet beliggende i Padova, Italien. Universitetet blev grundlagt i 1222 og er således et af de ældste universiteter og det næstældste i Italien, kun overgået af Università di Bologna. I 2003 havde universitetet 65.000 studerende.
Universitetet består i dag af 13 fakulteter. 

## Kendte professorer og studerende
- Galileo Galilei
- Andreas Vesalius
- Pietro Bembo
- Pietro Pomponazzi
- Nicolaus Copernicus
- Torquato Tasso
- William Harvey
- Thomas Browne
- Geronimo Fabricius
- Christen Nielsen Schytte (ca. 1587 - 1650) læge i Viborg